# Jurkowski Potok (Ochotnica Górna)
Jurkowski Potok – część miejscowości Ochotnica Górna w województwie małopolskim, w powiecie nowotarskim, w gminie Ochotnica Dolna. Zabudowania znajdują się w rejonie ujścia Jurkowskiego Potoku do rzeki Ochotnica i ciągną się wzdłuż jego doliny w górę w Paśmie Lubania po prawej stronie rzeki Ochotnica.
W latach 1975–1998 miejscowość administracyjnie należała do województwa nowosądeckiego.